# 社会主义左翼 (德国)

社会主义左翼标志

社会主义左翼（德語：Sozialistische Linke，缩写为SL）是德国左翼党的一个政治派系。2006年8月19日，该派系成立于伍珀塔尔。该派系的政治观点囊括从左翼凯恩斯主义和左翼社会民主主义到改革共产主义和马克思主义之间的意识形态。托洛茨基主义组织马克思21的成员在该派系内部活动。2018年，该派系有836名成员。